# Acalmani, Ayutla de los Libres
Acalmani är en ort i Mexiko.   Den ligger i kommunen Ayutla de los Libres och delstaten Guerrero, i den södra delen av landet, 260 km söder om huvudstaden Mexico City. Acalmani ligger 968 meter över havet och antalet invånare är 940.
Terrängen runt Acalmani är huvudsakligen kuperad, men norrut är den bergig. Runt Acalmani är det ganska tätbefolkat, med 58 invånare per kvadratkilometer. Närmaste större samhälle är Ayutla de los Libres, 13,9 km söder om Acalmani. I omgivningarna runt Acalmani växer huvudsakligen savannskog.